# Programma FXX

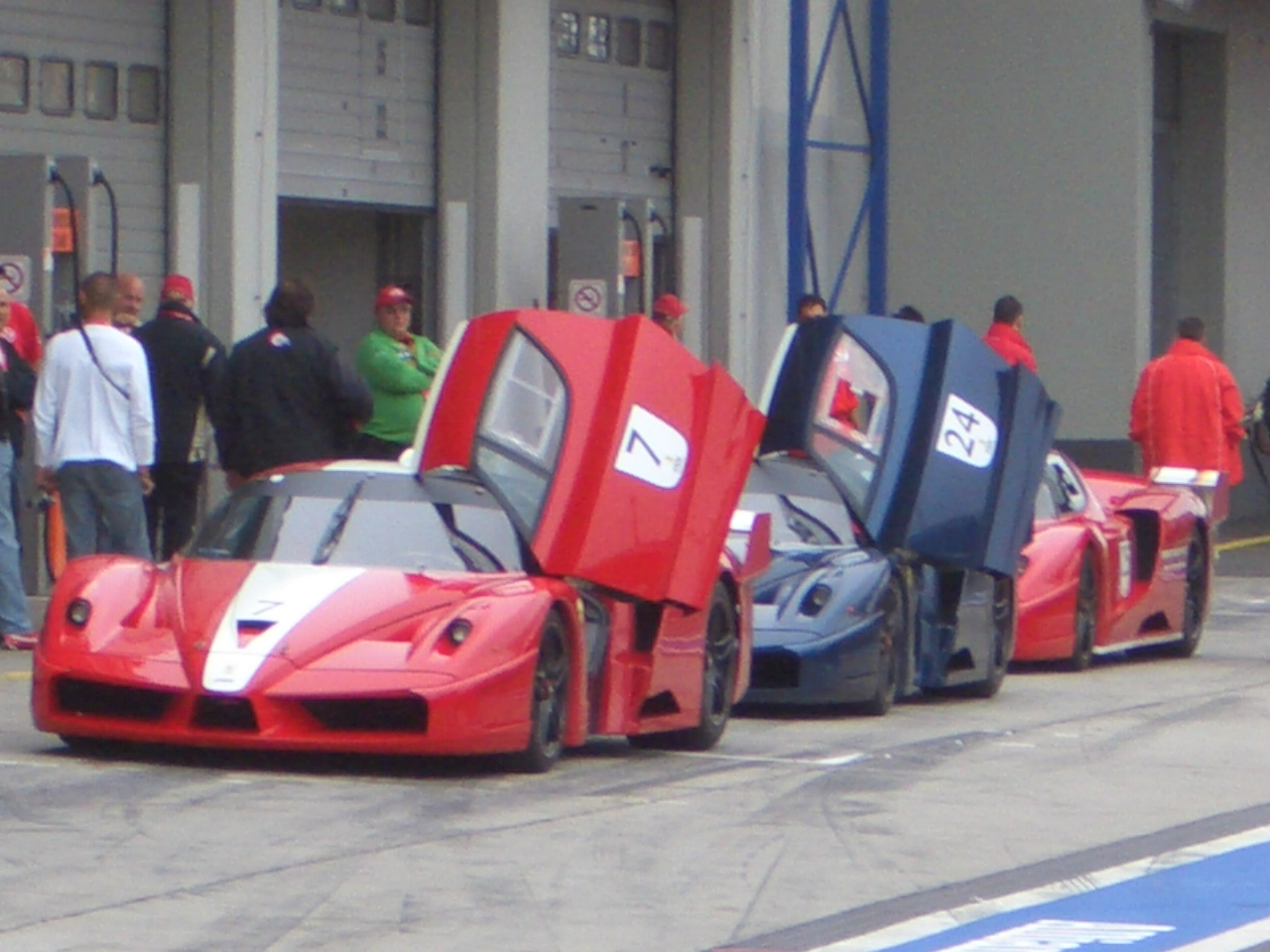
Il programma FXX

L'FXX (successivamente XX Programmes) è un programma di ricerca e sviluppo promosso dalla casa automobilistica Ferrari per testare tecnologie derivanti dalle competizioni e nuove soluzioni sviluppate dai fornitori su vetture ad altissima prestazione completamente svincolate da ogni normativa di omologazione o regolamento.

## Il progetto

### 2005: FXX

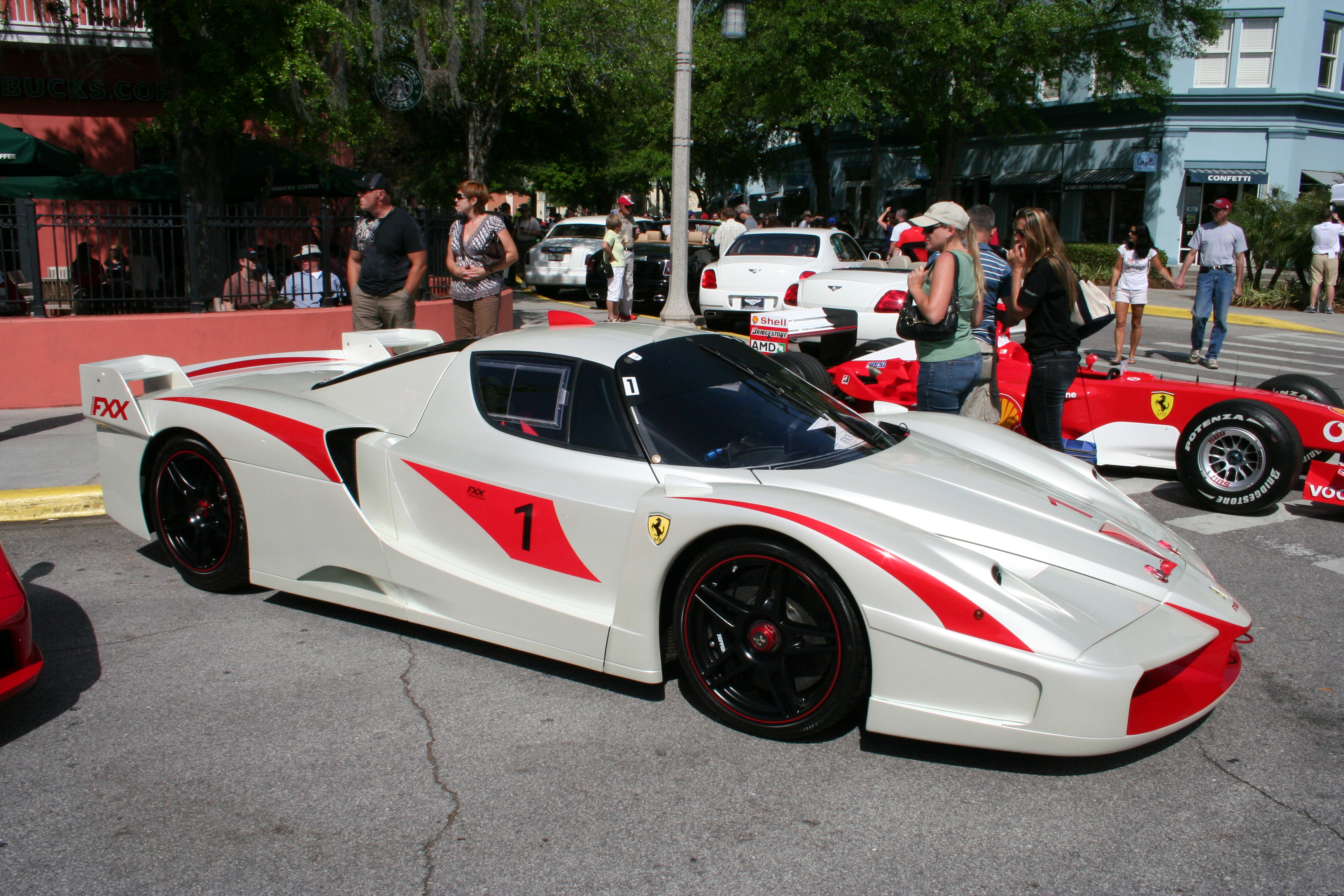
La Ferrari FXX.

Il programma nasce nel 2005 con una vettura estrema derivata dalla Ferrari Enzo: la Ferrari FXX. La vettura era stata concepita per fornire massime esperienze di guida ai clienti più esclusivi della casa automobilistica italiana, nonché testare tutte le soluzioni che la Ferrari avrebbe applicato negli anni futuri ai suoi modelli in serie. Non solo, la FXX serviva anche da laboratorio per perfezionare le conoscenze maturate nelle competizioni e approfondire le tecnologie senza i vincoli dei regolamenti delle stesse o quelli delle varie omologazioni, sia sportive che stradali.

### 2008: FXX Evoluzione
Il programma si evolve con nuovi aggiornamenti, il prototipo FXX viene modificato nel propulsore, nel cambio, nella meccanica e nei componenti forniti dai partner Ferrari. Questo step evolutivo aveva lo scopo di testare le nuove tecnologie sviluppate dalla casa automobilistica durante la sua attività in Formula 1.

### 2010: 599XX e 599XX Evo

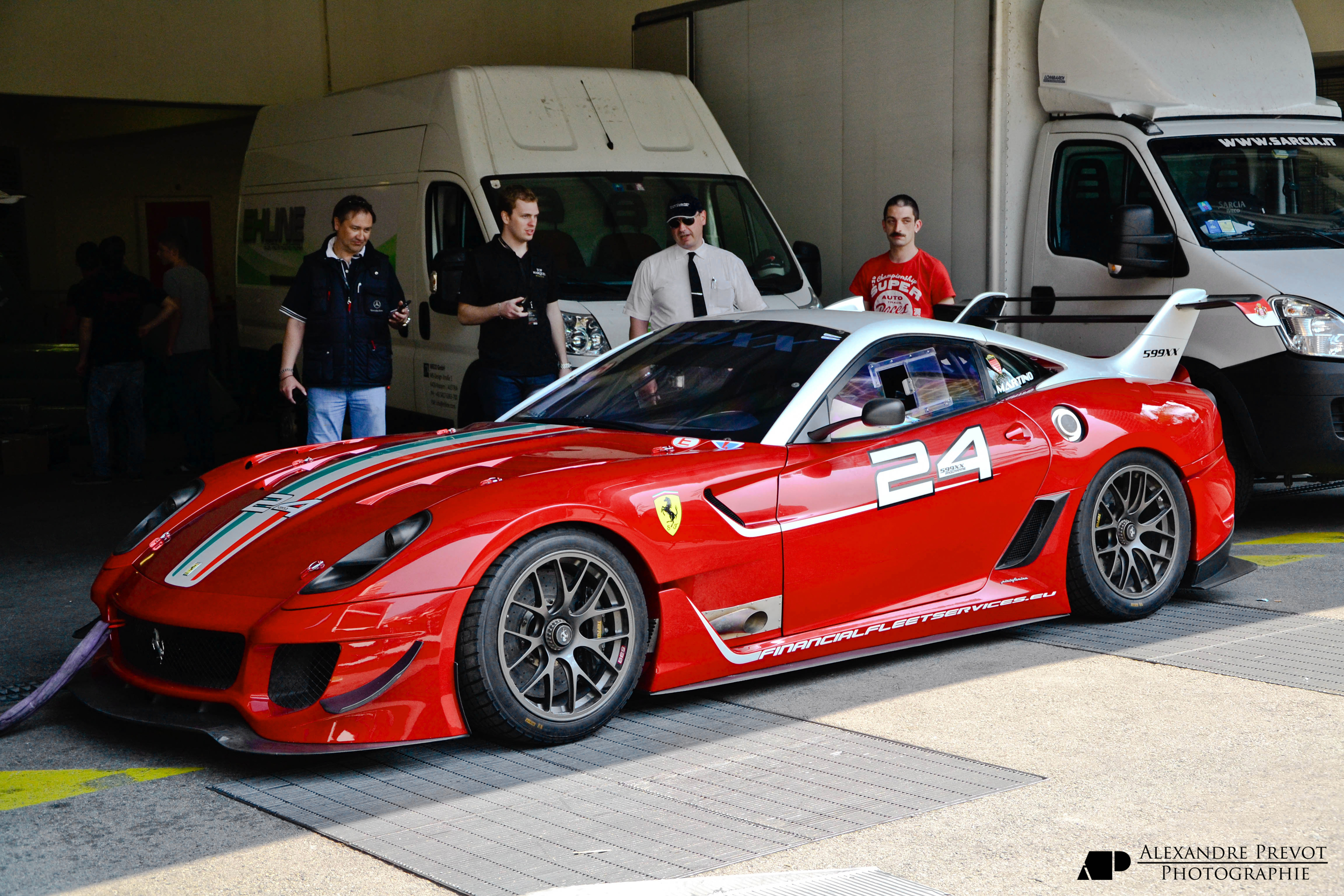
La Ferrari 599XX Evo.

Il programma continua con un nuovo prototipo, questa volta sviluppato sulla piattaforma della Ferrari 599. La 599XX è sviluppata su una base più moderna della FXX precedente; la vettura di partenza, inoltre, è prodotta in grande serie, questo ha quindi abbattuto i costi di partenza, e quindi ha permesso maggiore libertà di sviluppo di nuove tecnologie senza raggiungere costi finali di vendita al pubblico esorbitanti, già molto alti (una Ferrari FXX del 2005 costava 1.8 milioni di euro e al momento del debutto fu la vettura più costosa mai immessa sul mercato.) La 599XX è tuttavia un prototipo che ha poco in comune con il modello di serie da cui deriva e adotta nuove soluzioni quasi esclusivamente tutte derivate dalla Formula 1. In particolare la vettura serviva a sviluppare soluzione aerodinamiche attive nel retrotreno e sistemi di gestione dei flussi d'aria al fine di aumentare le capacità dinamiche su pista. Oltre a queste soluzioni le 599XX e 599XX Evo racchiudevano la massima tecnologia in quel momento disponibile offerta dai fornitori Ferrari.

### 2014: FXX K

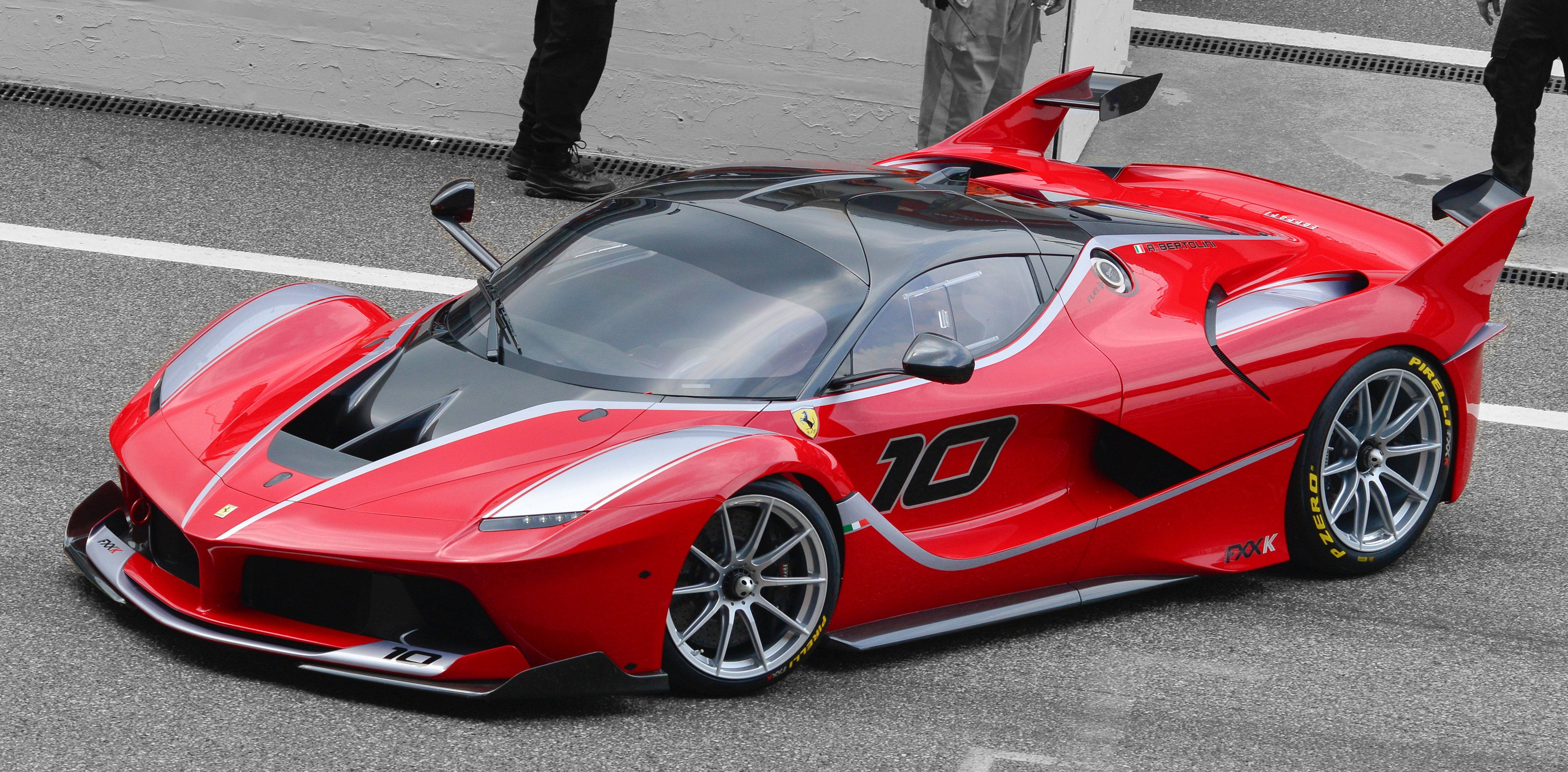
La Ferrari FXX K.

Nel 2014 il programma FXX raggiunge un nuovo importante step evolutivo con l'uscita della Ferrari FXX K, basata sulla hypercar LaFerrari. Questo prototipo è il primo modello di vettura Ferrari prodotto in più esemplari che adotta un sistema di propulsione di tipo ibrido sfruttando la tecnologia HY-KERS. La FXX K racchiude quindi tutte le soluzioni Ferrari sviluppate nelle sue esperienze nelle competizioni dei campionati GT, Endurance e Formula 1.